# Tell Me That You Love Me/Love Is Here to Stay
Tell Me That You Love Me/Love Is Here to Stay è un singolo di Luigi Tenco, pubblicato in Italia nel 1960.

## Descrizione
Tenco nel disco uso lo pseudonimo Gordon Cliff e così Gian Piero Reverberi, che è l'arrangiatore e direttore d'orchestra, si registra come John Revy. Alla realizzazione del disco aveva partecipato come session man anche Paolo Tomelleri.
La copertina fu disegnata da Guido Crepax e rappresenta il viso di una ragazza.
Tell Me That You Love Me (Dimmi che mi ami) è una cover con il testo in inglese di Parlami d'amore Mariù mentre Love Is Here to Stay è una reinterpretazione del classico dei fratelli George e Ira Gershwin eseguita da Tenco, come nel caso di Mai, cantando alla Nat King Cole, che lui molto amava. Lo stesso King Cole aveva inciso il brano nel 1955 nel suo LP Nat King Cole Sings for Two in Love.

## Tracce
Lato A
1. Tell Me That You Love Me (Cesare Andrea Bixio, Ennio Neri, Al Silverman)

Lato B
1. Love Is Here to Stay (George Gershwin e Ira Gershwin)